# Rudi Carrell
Rudi Carrell é o nome artístico de  Rudolf Wijbrand Kesselaar (Alkmaar, Países Baixos, 19 de dezembro de 1934 — Bremen, Alemanha, 7 de julho de 2006) foi um artista, ator e cantor neerlandês. Ele foi uma das personalidades neerlandesas mais famosas na Alemanha.
Ele trabalhou como artista de televisão, tendo apresentado um show com o seu nome. O Rudi Carrell Show rodou primeiro nos Países Baixos e depois na Alemanha durante anos. Carrell também foi um cantor com uma série de sucessos, e atuou em vários filmes.

## Festival Eurovisão da Canção
Ele representou os Países Baixos no Festival Eurovisão da Canção 1960 cantando o tema "Wat een geluk" ("Que sorte"). Apesar do título não foi muito sortudo, pois terminou em 12.º lugar (entre 13 participantes), tendo obtido apenas 2 pontos.

## Rudi Carrell Show
O "Rudi Carrell Show" foi um enorme sucesso na Alemanha de 1960 a 1990. O show contou com um conceito semelhante ao "Star Search" ou "Pop Idol" e trouxe muitas bem conhecidas estrelas da música pop alemã e atores de destaque, tais como Alexis ou Mark Keller. Ele também apresentava esquetes cómicos.
O seu programa também foi muito popular em países de língua não alemã, como a Eslovénia. No meio, ele recebeu outros programas populares, como "Am laufenden Band", "Rudis Tagesshow", "Herzblatt", "Die Sieben verflixte" e "Tage 7, 7 Köpfe".

## Humor controverso
Em 1987, ficou famoso por ter causado uma crise diplomática entre a Alemanha e o Irão, com um desenho em que as mulheres usando  véus, lançavam as suas roupas íntimas em alguém vestido como o líder supremo do Irão ayatollah Khomeini. O governo iraniano respondeu pela expulsão de dois diplomatas alemães e fechando o Instituto Goethe, em Teerão. Outro desenho controverso mostrava o então chanceler Helmut Kohl e outros políticos alemães de destaque, aparentemente, convivendo com prostitutas.

## Morte

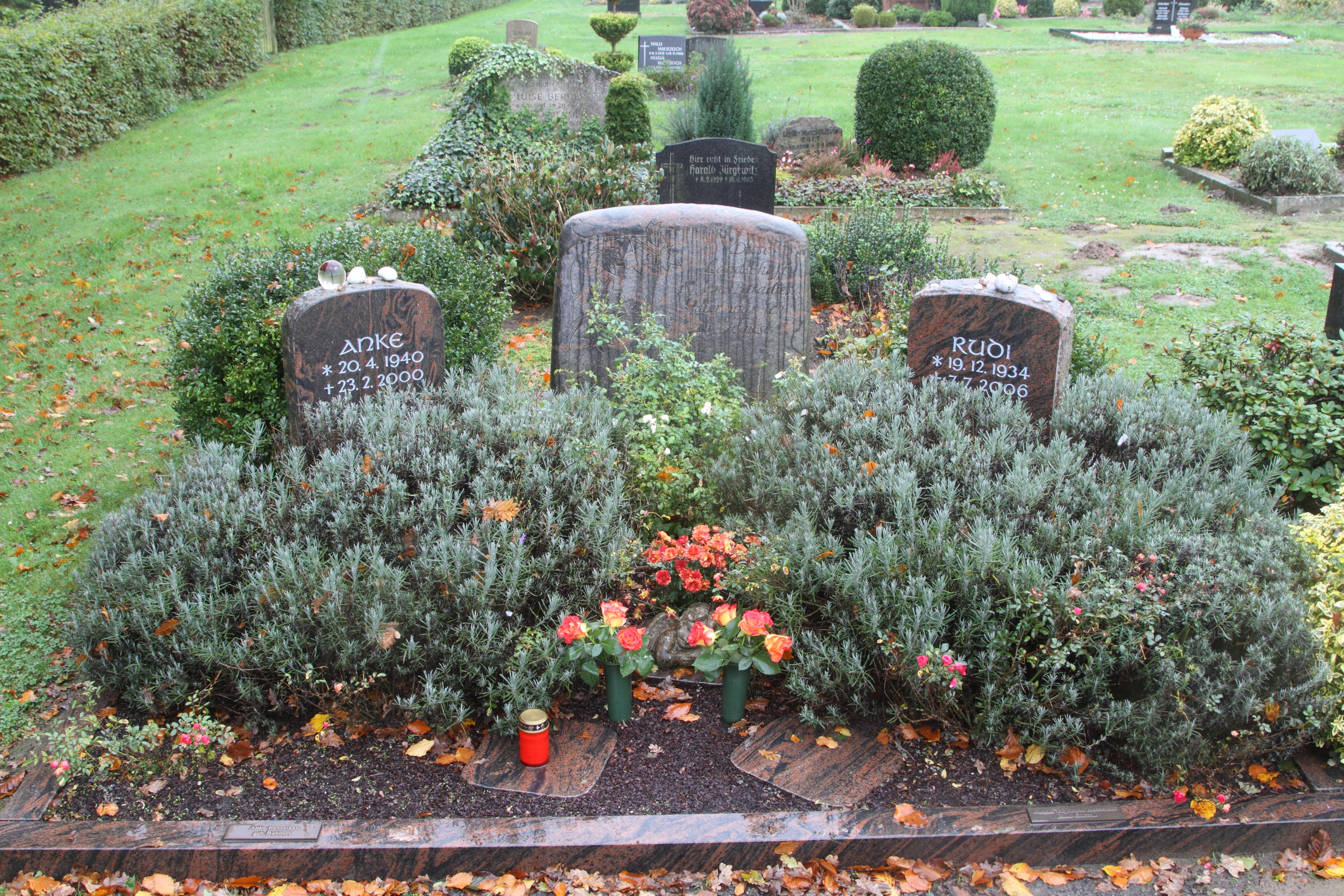
Sepultura de Anke e Rudi Carrell

Numa entrevista em novembro de 2005, o artista confirmou à revista Bunte que ele estava sofrendo de câncer/cancro de pulmão. Morreu em 7 de julho de 2006, aos 71 anos.